# Sarah Morton
Sarah Jane Mahina-A-Rangi Morton  (* 28. August 1998 in Tikokino) ist eine neuseeländische Fußballspielerin, die bisher sechsmal für die neuseeländische Nationalmannschaft spielte.

## Karriere

### Nationalmannschaft
Morton nahm im März 2014 mit der U-17-Mannschaft an der U-17-Fußball-Weltmeisterschaft der Frauen 2014 teil. Die Neuseeländerinnen wurden ohne Qualifikation vom ozeanischen Verband als Teilnehmer bestimmt. In Costa Rica konnten sie im ersten Spiel gegen Paraguay ein 1:1 erreichen, verloren dann aber gegen die beiden späteren Finalisten Japan und Spanien jeweils mit 0:3.
Im Oktober 2015 nahm sie an der U-20-Fußball-Ozeanienmeisterschaft der Frauen 2015 in Tonga teil, wo sie in den vier Spielen eingesetzt wurde, die ihre Mannschaft mit insgesamt 69:0 Toren gewann. Sie selber konnte dazu aber kein Tor beitragen. Als Ozeanienmeister reisten sie dann im November 2016 nach Papua-Neuguinea zur  U-20-Fußball-Weltmeisterschaft der Frauen 2016. Dort konnten sie zwar das erste Spiel gegen Ghana mit 1:0 gewinnen, verloren dann aber gegen Frankreich und die USA.
Im Juli 2017 unternahm sie mit der U-20 einen neuen Anlauf. In ihrer Heimat schossen sie zwar diesmal in fünf Spielen nur 48 Tore und kassierten beim 9:1 gegen Fidschi sogar ein Gegentor, qualifizierten sich aber wieder souverän für die  U-20-Fußball-Weltmeisterschaft der Frauen 2018 in Frankreich. Dort schossen sie im August nur beim 1:2 gegen die Niederlande ein Tor. Zwar erreichten sie gegen die Gastgeberinnen ein torloses Remis, durch ein 0:1 gegen Ghana wurde sie aber Gruppenletzte.
Am 10. Juni 2018 gab sie bei der 1:3-Niederlage gegen Asienmeister Japan ihr Debüt in der A-Nationalmannschaft.
Bei der Fußball-Ozeanienmeisterschaft der Frauen 2018 wurde sie in vier der fünf Spiele eingesetzt und erzielte beim 6:0 gegen die Cookinseln ihr erstes Länderspieltor in 90. Minute. Als Turniergewinner qualifizierten sich die Neuseeländerinnen für die WM 2019 und die Olympischen Spiele 2020.
Ende Februar/Anfang März gehörte sie zum Kader, der am Cup of Nations teilnahm, wurde dort aber nur beim 2:0-Sieg gegen Argentinien eingesetzt. Am 29. April wurde sie für die WM in Frankreich nominiert. Bei der WM, bei der die Neuseeländerinnen nach der Gruppenphase ausschieden, kam sie nicht zum Einsatz.

## Erfolge
- U-20-Ozeanienmeister 2015 und 2017
- Ozeanienmeister 2018

## Familie
Ihre jüngere Schwester Rose, mit der sie zusammen für Western Springs spielt, nahm mit der U-17-Mannschaft an der U-17-Fußball-Weltmeisterschaft der Frauen 2016 in Jordanien teil und mit Sarah an der U-20-Fußball-Weltmeisterschaft der Frauen 2018. Ihr älterer Bruder Harry spielt für das Hartwick College in den USA.